# Petelinjek pri Ločah
Petelinjek pri Ločah je naselje u slovenskoj Općini Slovenskim Konjicama. Petelinjek pri Ločah se nalazi u pokrajini Štajerskoj i statističkoj regiji Savinjskoj. 

## Stanovništvo
Prema popisu stanovništva iz 2002. godine naselje je imalo 40 stanovnika.